# رصدخانه کنکولی
رصدخانه کنکولی (مجاری: Konkoly Thege Miklós Csillagászati Intézet; obs. code: 053) رصدخانه‌ای واقع در بوداپست و بخشی از مرکز تحقیقات اخترشناسی و علوم زمین در مجارستان است. اخترشناسی به‌نام میکلوش کُنکولی-تِگِه (‎۱۸۴۲–۱۹۱۶) آن را در سال ۱۸۷۱ به عنوان یک رصدخانهٔ خصوصی تأسیس و در سال ۱۸۹۹ به دولت اهدا کرد. به‌عنوان بزرگ‌ترین مؤسسهٔ تحقیقاتی نجومی در مجارستان، کنکولی میزبان بزرگ‌ترین تلسکوپهای این کشور با بیش از ۶۰ پژوهشگر است که یک چهارم آنها خارجی هستند.
حوزه‌های اصلی تحقیق این مرکز شامل ساختار و تکامل ستارگان، فعالیت‌های ستاره‌ای و خورشیدی، ستارگان متغیر، تشکیل ستاره‌ها و سیاره‌ها، محیط میان‌ستاره‌ای، سیاره‌های فراخورشیدی، بررسی آسمان بزرگ، مطالعات منظومه شمسی، اخترفیزیک هسته‌ای، اخترفیزیک انرژی بالا از جمله ابرنواخترها، انفجارهای پرتو گاما و سایر رویدادهای گذرا، اخترشناسی رادیویی، باستان‌شناسی کهکشانی، برون کهکشانی‌ها، طراحی و ساخت ابزارآلات نجومی و مکعب‌ها، و همچنین تاریخچه نجوم است. این مؤسسه با دانشگاه‌های مجارستان همکاری نزدیکی دارد، پژوهش‌ها به دانشجویان دانشگاه‌های الته و سگد آموزش می‌دهند و بر آنها نظارت می‌کنند. این رصدخانه در کنار انجام تحقیقات نجومی، بولتن اطلاعاتی در مورد ستاره‌های متغیر را به نمایندگی از انجمن بین‌المللی نجوم منتشر کرده‌است.